# Estación Acevedo (SITVA)
La Estación Acevedo es la cuarta estación, de norte a sur, de la línea A del Metro de Medellín y la primera de las líneas K y P. Se encuentra en el barrio Héctor Abad Gómez de la comuna 5 Castilla, en la parte más septentrional del municipio de Medellín y muy cerca del límite natural con el municipio de Bello. Actualmente es la primera estación del metro dentro del territorio del distrito de Medellín y del Área Metropolitana del Valle de Aburrá en poseer la mayor cantidad de interconexiones.
Esta estación es de transferencia a la línea K del sistema Metrocable que lleva al barrio de Santo Domingo de la comuna 1 Popular. Es un punto de acceso a los barrios del nororiente y noroccidente de la ciudad de Medellín. Con la anexión de la línea K,  la estación se convirtió en un importante eje de paso y de turismo, lo que ha dado relevancia a una de las zonas más deprimidas de la ciudad.
El 10 de junio de 2021, con la inauguración de la línea P del sistema Metrocable, se incorpora una nueva interconexión con una longitud de 2.7 km y tres estaciones, conectando las comunas 5 Castilla con la comuna 6 Doce de Octubre de Medellín y la comuna 1 de Bello. La estación se vio sujeta a ampliaciones dado el nuevo flujo de pasajeros provenientes desde la línea P, añadiendo dos plataformas laterales.

## Diagrama de la estación

### Línea A del metro
| NIVEL 2          |                                                                              |                                                                         |     |
| Salida / Entrada | Estación Acevedo - Línea                                                     | Salida / Entrada                                                        |     |
|                  |                                                                              |                                                                         |     |
| SUELO            |                                                                              | Plataforma lateral, las puertas se abren a la derecha en sentido Niquía |     |
| SUELO            | Norte                                                                        | ← hacia Estación Madera (Estación Niquía)                               | Sur |
| SUELO            | Plataforma central, las puertas se abren a la derecha y a la izquierda       |                                                                         |     |
| SUELO            | Norte                                                                        | → hacia Estación Tricentenario (Estación La Estrella )                  | Sur |
| SUELO            | Plataforma lateral, las puertas se abren a la derecha en sentido La Estrella |                                                                         |     |

### Línea K del teleférico
| NIVEL 2          |                                                  |                  |
| Salida / Entrada |                                                  | Salida / Entrada |
| Plataforma en U  | → hacia Estación Andalucía (Santo Domingo Savio) | Oriente          |
| Plataforma en U  | → hacia Estación Andalucía (Santo Domingo Savio) | Oriente          |
| Salida / Entrada |                                                  | Salida / Entrada |
|                  |                                                  |                  |

### Línea P del teleférico
| NIVEL 3                             |                                     |           |
| Salida                              |                                     | Salida    |
|                                     | → hacia Estación SENA (El Progreso) | Occidente |
| → hacia Estación SENA (El Progreso) | Occidente                           |           |
| Entrada                             |                                     | Entrada   |
|                                     |                                     |           |

## Horarios

### Línea A
| Horarios de estación                  | Lunes a viernes | Sábado | Domingo y festivos |
| ------------------------------------- | --------------- | ------ | ------------------ |
| Primer tren con dirección Niquía      | 04:39           | 04:39  | 05:10              |
| Primer tren con dirección La Estrella | 04:23           | 04:23  | 04:54              |
| Último tren con dirección Niquía      | 23:15           | 23:15  | 22:32              |
| Último tren con dirección La Estrella | 22:48           | 22:48  | 22:07              |

### Línea K
| Horarios de estación                           | Lunes a viernes | Sábado | Domingo y festivos |
| ---------------------------------------------- | --------------- | ------ | ------------------ |
| Primera Telecabina con dirección Santo Domingo | 04:15           | 04:15  | 08:30              |
| Última Telecabina con dirección Santo Domingo  | 22:25           | 22:25  | 21:49              |

### Línea P
| Horarios de estación                         | Lunes a viernes | Sábado | Domingo y festivos |
| -------------------------------------------- | --------------- | ------ | ------------------ |
| Primera Telecabina con dirección El Progreso | 04:15           | 04:15  | 09:00              |
| Última Telecabina con dirección El Progreso  | 22:25           | 22:25  | 21:49              |

## Rutas integradas
| RUTA   | NOMBRE                        | DESTINO |
| ------ | ----------------------------- | ------- |
| C6-001 | Santa Rita - Zamora - Acevedo |         |
| 270i   | Boyacá Las Brisas             |         |
| 283i   | Florencia - Barrio Nuevo      |         |